# Diporeia filicornis
Diporeia filicornis är en kräftdjursart som först beskrevs av Sidney Irving Smith 1874.  Diporeia filicornis ingår i släktet Diporeia och familjen Pontoporeiidae. Inga underarter finns listade i Catalogue of Life.